# 康鸣球
康鸣球，1904年出生，日治時期台灣高雄州岡山郡岡山街前峰庄人，中华人民共和国政治人物。
康鳴球父親康四連，曾任前峰庄長，康鳴球留學日本，後來在日本發展從事貿易，並成為僑界領袖。戰後華人留日僑民於1948年10月16日成立「华侨民主促进会」(简称“民促会”)，該組織以「反帝、反封建、反官僚资本主义，支持中国的解放战争，促进华侨团体民主化为纲领，并以宣传、扩大组织、确立财政」为工作方针，参与的是华侨各界活跃人士。1949年7月10日，第二届会员代表大会上选出康鸣球等15位中央委员。1951年4月，东京华侨联合会改称为「东京华侨总会」，康鸣球当选会长，陈煜旺、刘永鑫担任副会长。康鳴球於1954年1月全日本华侨协商会议中，被推选为中華人民共和國第一届全国人大代表候选人之一，康鸣球经香港赴北京，成为代表日本中國华侨的第一届全国人民代表大会代表。。康鸣球擔任东京华侨总会会长职务6年。